# Andrée Clément
Andrée Clément, pseudonimo di Andrée Louise Boyer (Marsiglia, 7 agosto 1918 – Parigi, 31 maggio 1954), è stata un'attrice francese.

## Biografia
Dopo gli studi nella natia Marsiglia e Algeri, non riuscì a superare il provino per il Conservatorio di Parigi e studiò recitazione privatamente con Charles Dullin, Fernand Ledoux e Jean-Louis Barrault. Si unì quindi alla compagnia del Théâtre de Poche di Parigi nel 1942 e durante il resto degli anni Quaranta recitò sulle scene francesi in opere di Jean Vilar, Jean Cocteau, Molière (Don Giovanni al Théâtre de l'Athénée, 1947) e nella prima assoluta di Ardèle or the Marguerite di Jean Anouilh al Théâtre des Champs-Élysées (1948).
Fece il suo debutto cinematografico nel 1943 in un cortometraggio e negli undici anni seguenti apparve in quattordici film. I problemi polmonari che l'affliggevano le impedirono di recarsi a Hollywood su invito di William Dieterle, dato che dovette trascorrere diversi mesi nei Paesi Baschi per rimettersi in salute.
Rimasta vedova nel 1940 durante la campagna di Francia, Andrée Clément morì di tubercolosi nel 1954 all'età di trentacinque anni e fu sepolta al cimitero parigino di Thiais.

## Filmografia parziale
- La conversa di Belfort (Les Anges du péché), regia di Robert Bresson (1943)
- Sinfonia pastorale (La Symphonie Pastorale), regia di Jean Delannoy (1946)
- Dio ha bisogno degli uomini (Dieu a besoin des hommes), regia di Jean Delannoy (1950)
- Seguite quest'uomo (Suivez cet homme), regia di Georges Lampin (1953)
- La vergine del Reno (La vierge du Rhin), regia di Gilles Grangier (1953)
- Destini di donne (Destinées), regia di Marcello Pagliero, Jean Delannoy e Christian-Jaque (1956)